# Owusu Afriyie
Owusu Afriyie, también conocido como Arriky (*Acra, Ghana: 1 de septiembre de 1980) es un futbolista español que ha desarrollado su carrera tanto en África como en Europa, Ha jugado algunas temporadas en Portugal, en España (en el Málaga CF, UD Melilla y CD Linares) y en Austria.
En 2005 se le concedió la nacionalidad española por residencia.

## Selección nacional
Ha sido internacional con la selección de Ghana sub-17 (1997) y sub-20 (1999).

## Clubes
| Club                   | País       | Año       |
| ---------------------- | ---------- | --------- |
| Real Sportive          | Ghana      | 1996-1997 |
| Club Deportivo Badajoz | España     | 1997-1998 |
| Málaga CF              | España     | 1998-1999 |
| GD Chaves              | Portugal   | 1999-2000 |
| Málaga CF              | España     | 2000-2001 |
| Hearts of Oak          | Ghana      | 2001-2003 |
| SV Feldkirchen         | Austria    | 2003-2005 |
| Villacarrillo CF       | España     | 2005      |
| CD Linares             | España     | 2005      |
| Frente Arriki          | España     | 2006      |
| Enfield Town FC        | Inglaterra | 2006      |
| Hearts of Oak          | Ghana      | 2006-2007 |